# Cory Michael Smith
Cory Michael Smith, född 14 november 1986 i Columbus i Ohio, är en amerikansk skådespelare.
Smith har bland annat medverkat i TV-serien Transatlantic. Han har även medverkat i filmerna First Man och May December.

## Filmografi (i urval)
- 2014–2019 – Gotham (TV-serie)
- 2015 – Carol
- 2019 – First Man
- 2022 – Transatlantic (TV-serie)
- 2023 – May December
- 2024 – Saturday Night
- 2025 – Sentimental Value
- 2025 – Mountainhead